# Lars Korposoff
Lars Roland Korposoff, född 2 augusti 1930 i Stockholm, död 6 december 2020, var en svensk skådespelare.

## Biografi
Lars Korposoff var son till glassfabrikören Gustav Korposoff (1900–1993) och Berta, ogift Sporre (1907–1997). Han medverkade som skådespelare i bland annat Regeln och undantaget – moralitet av Bertolt Brecht som sändes i TV1 1968 och De fyra årstiderna på Marsyasteatern i Stockholm samma år. I slutet av 1960-talet medverkade han också i Presidentkandidaterna vid Helsingborgs stadsteater.
Under många år var Lars Korposoff engagerad vid Riksteatern. Han medverkade där i pjäser som Frihet i Bremen av Rainer Werner Fassbinder (1974), En handelsresandes död av Arthur Miller (1977) och I väntan på Godot.
Tillsammans med Sigyn Korposoff översatte han pjäsen I Jakobs skugga av Michael Cook, där Lars Korposoff även medverkade som skådespelare. Uppsättningen gavs på Södra Teatern i Stockholm 1980. Han medverkade också i Hjälten på den gröna ön (1987) av John Millington Synge samt Shakespearepjäserna Som ni vill ha det och Hamlet, samtliga genom Riksteatern.
Han var gift tre gånger, första gången 1956–1961 med koreografen och skådespelaren Ingrid Osten (1926–1963), andra gången 1962–1964 med skådespelaren Pia Rydwall (1934–1999) och tredje gången 1970 med skådespelaren Sigyn Sahlin fram till hennes bortgång (1926–2010).
Lars Korposoff är gravsatt i minneslunden på Råcksta begravningsplats.

## Filmografi i urval
- 1968 – Regeln och undantaget – moralitet (TV)
- 1970 – Två man saknas[14]
- 1980 – Gud bevare omgivningen..., av Stig Ossian Ericson (TV)[15]

## Teaterroller i urval
| År   | Roll                               | Produktion | Regi                 | Teater                   |
| ---- | ---------------------------------- | --- | -------------------- | ------------------------ |
| 1957 | Raoul Kessler                      | Brott i sol Staffan Tjerneld                                                                                     | Hans Råstam          | Atelierteatern           |
| 1957 |                                    | Främlingarna Ingrid Korposoff                                                                                    |                      | Lilla teatern            |
| 1967 |                                    | Dåd i det förgångna (The Meter Man) Scott Forbes                                                                 | Nils Hallberg        | Marsyasteatern           |
| 1967 | Malcolm Scrawdyke                  | Lille Malcolm och hans kamp mot eunuckerna (Little Malcolm and His Struggle Against the Eunuchs) David Halliwell | Lars-Levi Læstadius  | Marsyasteatern           |
| 1967 |                                    | Vibration (Vibrations) Stanley Eveling                                                                           | Kaj Ahnhem           | Marsyasteatern           |
| 1967 |                                    | Godot har kommit (Godo je došao) Miodrag Bulatović                                                               | Monica Lindberg      | Marsyasteatern           |
| 1968 | Adam                               | De fyra årstiderna (Four Seasons) Arnold Wesker                                                                  | Lars-Levi Læstadius  | Marsyasteatern           |
| 1968 |                                    | SOS eller Sanningen om säkerheten Tore Zetterholm                                                                | Lars Göran Carlson   | Helsingborgs stadsteater |
| 1968 | Trofimov                           | Körsbärsträdgården (Вишнёвый сад, Visjnjovyj sad) Anton Tjechov                                                  | Lars-Levi Læstadius  | Helsingborgs stadsteater |
| 1968 | Alphonse                           | Presidentkandidaterna V. V. Järner                                                                               | Lars-Levi Læstadius  | Helsingborgs stadsteater |
| 1969 | Sbrigani                           | Friaren från landet eller Monsieur de Pourceaugnac (Monsieur de Pourceaugnac) Molière                            | Lars-Levi Læstadius  | Helsingborgs stadsteater |
| 1969 |                                    | Sandlådan Kent Andersson och Bengt Bratt                                                                         | Lars-Levi Læstadius  | Helsingborgs stadsteater |
| 1970 |                                    | En folkefiende Henrik Ibsen                                                                                      | Tom Lagerborg        | Örebroensemblen          |
| 1970 |                                    | Skandalen Lars Björkman                                                                                          | Kåre Santesson       | Örebroensemblen          |
| 1972 |                                    | Pampen Lars Björkman                                                                                             | Stig Ossian Eriksson | Örebroensemblen          |
| 1972 | Cassange                           | Herrn går på jakt (Monsieur chasse!) Georges Feydeau                                                             | Peter Flack          | Örebroensemblen          |
| 1972 | Amfitryon                          | Amfitryon (Amphitryon!) Peter Hacks                                                                              | Tom Lagerborg        | Örebroensemblen          |
| 1973 | Shu Fu Mannen                      | Den goda människan i Sezuan (Der gute Mensch von Sezuan) Bertolt Brecht                                          | Jan Håkansson        | Örebroensemblen          |
| 1974 | Gottfried                          | Frihet i Bremen (Bremer Freiheit) Rainer Werner Fassbinder                                                       | Tom Lagerborg        | Örebroensemblen          |
| 1974 | Guy Tabarle                        | Villon (The Judgement of François Villon) Herbert Edward Palmer                                                  | Tom Lagerborg        | Örebroensemblen          |
| 1975 | Bullinger En fältpräst Tysk soldat | Svejk i andra världskriget (Schweyk im zweiten Weltkrieg) Bertolt Brecht                                         | Claes Lundberg       | Örebroensemblen          |
| 1975 | Macbeth                            | Macbeth William Shakespeare                                                                                      | Claes Lundberg       | Örebroensemblen          |
| 1976 | Peter Krav                         | Noshörningen (Le rhinocéros) Eugène Ionesco                                                                      | Barbro Larsson       | Örebroensemblen          |
| 1983 |                                    | Den svarta lappen Björn Runeborg                                                                                 | Thomas Johansson     | Riksteatern              |
| 1984 | Hans Brask                         | Mäster Olof August Strindberg                                                                                    | Ritva Holmberg       | Riksteatern              |
| 1984 |                                    | Tango Sławomir Mrożek                                                                                            | Stig Ossian Ericson  | Riksteatern              |

## Radioteater
| År   | Roll | Produktion                                                           | Regi          |
| ---- | ---- | -------------------------------------------------------------------- | ------------- |
| 1971 |      | Pampen Lars Björkman                                                 | Lars Björkman |
| 1973 |      | Stanislaus och prinsessan (Stanislaus and the Princess) Lee Torrance | Tom Lagerborg |